# Grande Prêmio dos Países Baixos de 2021
O Grande Prémio dos Países Baixos de 2021 (formalmente denominado Formula 1 Heineken Dutch Grand Prix 2021) foi a décima terceira etapa da temporada de 2021 da Fórmula 1. Foi disputado em 5 de setembro de 2021 no Circuito de Zandvoort, em Zandvoort, Países Baixos.

## Relatório

### Limites da Pista
Os limites foram monitorados nas curvas 1 (Tarzan), 8 (Master) e 11 (Hans Ernst):
Curva 1 (Tarzan)
A freada mais forte de Zandvoort, logo depois do longo trecho de aceleração vindo da última curva, a Arie Luyendyk, reta dos boxes.
Curva 8 (Master)
Outra freada forte de Zandvoort, localizado no meio do segundo setor do circuito neerlandês.
Curva 11 (Hans Ernst)
Um dos pontos-chave para uma boa volta em Zandvoort, no início do terceiro setor do circuito neerlandês.

## Pneus
| Nome do composto | Cor | Banda de rolamento | Condições de Tempo | Dry Type                           | Aderência       | Longevidade   |
| ---------------- | --- | ------------------ | ------------------ | ---------------------------------- | --------------- | ------------- |
| Macio (C3)       |     | Slick (P Zero)     | Seco               | Soft                               | Mais aderência  | Menos durável |
| Médio (C2)       |     | Slick (P Zero)     | Seco               | Medium                             | Médio           | Médio         |
| Duro (C1)        |     | Slick (P Zero)     | Seco               | Hard                               | Menos aderência | Mais durável  |
| Intermediário    |     | Sulcos (Cinturato) | Molhado            | Intermediate (água não estagnante) | —               | —             |
| Chuva            |     | Sulcos (Cinturato) | Molhado            | Wet (água estagnante)              | —               | —             |

| Escolhas de Pneus de cada piloto para o GP dos Países Baixos: | Escolhas de Pneus de cada piloto para o GP dos Países Baixos: | Escolhas de Pneus de cada piloto para o GP dos Países Baixos: | Escolhas de Pneus de cada piloto para o GP dos Países Baixos: | Escolhas de Pneus de cada piloto para o GP dos Países Baixos: | Escolhas de Pneus de cada piloto para o GP dos Países Baixos: |
| ------------------------------------------------------------- | ------------------------------------------------------------- | ------------------------------------------------------------- | ------------------------------------------------------------- | ------------------------------------------------------------- | ------------------------------------------------------------- |
| Nº                                                            | Pilotos                                                       | Equipe(s)                                                     | Duro                                                          | Médio                                                         | Macio                                                         |
| 44                                                            | Lewis Hamilton                                                | Mercedes                                                      |                                                               |                                                               |                                                               |
| 77                                                            | Valtteri Bottas                                               | Mercedes                                                      |                                                               |                                                               |                                                               |
| 11                                                            | Sergio Pérez                                                  | Red Bull Racing-Honda                                         |                                                               |                                                               |                                                               |
| 33                                                            | Max Verstappen                                                | Red Bull Racing-Honda                                         |                                                               |                                                               |                                                               |
| 3                                                             | Daniel Ricciardo                                              | McLaren-Mercedes                                              |                                                               |                                                               |                                                               |
| 4                                                             | Lando Norris                                                  | McLaren-Mercedes                                              |                                                               |                                                               |                                                               |
| 5                                                             | Sebastian Vettel                                              | Aston Martin-Mercedes                                         |                                                               |                                                               |                                                               |
| 18                                                            | Lance Stroll                                                  | Aston Martin-Mercedes                                         |                                                               |                                                               |                                                               |
| 14                                                            | Fernando Alonso                                               | Alpine-Renault                                                |                                                               |                                                               |                                                               |
| 31                                                            | Esteban Ocon                                                  | Alpine-Renault                                                |                                                               |                                                               |                                                               |
| 16                                                            | Charles Leclerc                                               | Ferrari                                                       |                                                               |                                                               |                                                               |
| 55                                                            | Carlos Sainz Jr.                                              | Ferrari                                                       |                                                               |                                                               |                                                               |
| 10                                                            | Pierre Gasly                                                  | AlphaTauri-Honda                                              |                                                               |                                                               |                                                               |
| 22                                                            | Yuki Tsunoda                                                  | AlphaTauri-Honda                                              |                                                               |                                                               |                                                               |
| 7                                                             | Kimi Raikkonen                                                | Alfa Romeo-Ferrari                                            |                                                               |                                                               |                                                               |
| 99                                                            | Antonio Giovinazzi                                            | Alfa Romeo-Ferrari                                            |                                                               |                                                               |                                                               |
| 9                                                             | Nikita Mazepin                                                | Haas-Ferrari                                                  |                                                               |                                                               |                                                               |
| 47                                                            | Mick Schumacher                                               | Haas-Ferrari                                                  |                                                               |                                                               |                                                               |
| 6                                                             | Nicholas Latifi                                               | Williams-Mercedes                                             |                                                               |                                                               |                                                               |
| 63                                                            | George Russell                                                | Williams-Mercedes                                             |                                                               |                                                               |                                                               |

## Resultados

### Treino classificatório
| 1                        | 33 | Max Verstappen     | Red Bull Racing-Honda | 1:10.036 | 1:09.071 | 1:08.885 | 1  |
| 2                        | 44 | Lewis Hamilton     | Mercedes              | 1:10.114 | 1:09.726 | 1:08.923 | 2  |
| 3                        | 77 | Valtteri Bottas    | Mercedes              | 1:10.219 | 1:09.769 | 1:09.222 | 3  |
| 4                        | 10 | Pierre Gasly       | AlphaTauri-Honda      | 1:10.274 | 1:09.541 | 1:09.478 | 4  |
| 5                        | 16 | Charles Leclerc    | Ferrari               | 1:09.829 | 1:09.437 | 1:09.527 | 5  |
| 6                        | 55 | Carlos Sainz Jr.   | Ferrari               | 1:10.022 | 1:09.870 | 1:09.537 | 6  |
| 7                        | 99 | Antonio Giovinazzi | Alfa Romeo-Ferrari    | 1:10.050 | 1:10.033 | 1:09.590 | 7  |
| 8                        | 31 | Esteban Ocon       | Alpine-Renault        | 1:10.179 | 1:09.919 | 1:09.933 | 8  |
| 9                        | 14 | Fernando Alonso    | Alpine-Renault        | 1:10.435 | 1:10.020 | 1:09.956 | 9  |
| 10                       | 3  | Daniel Ricciardo   | McLaren-Mercedes      | 1:10.255 | 1:09.865 | 1:10.166 | 10 |
| 11                       | 63 | George Russell     | Williams-Mercedes     | 1:10.382 | 1:10.332 | —        | 11 |
| 12                       | 18 | Lance Stroll       | Aston Martin-Mercedes | 1:10.438 | 1:10.367 | —        | 12 |
| 13                       | 4  | Lando Norris       | McLaren-Mercedes      | 1:10.489 | 1:10.406 | —        | 13 |
| 14                       | 6  | Nicholas Latifi    | Williams-Mercedes     | 1:10.093 | 1:11.161 | —        | PL |
| 15                       | 22 | Yuki Tsunoda       | AlphaTauri-Honda      | 1:10.462 | 1:11.314 | —        | 14 |
| 16                       | 11 | Sergio Pérez       | Red Bull Racing-Honda | 1:10.530 | —        | —        | PL |
| 17                       | 5  | Sebastian Vettel   | Aston Martin-Mercedes | 1:10.731 | —        | —        | 15 |
| 18                       | 47 | Robert Kubica      | Alfa Romeo-Ferrari    | 1:11.301 | —        | —        | 16 |
| 19                       | 47 | Mick Schumacher    | Haas-Ferrari          | 1:11.387 | —        | —        | 17 |
| 20                       | 9  | Nikita Mazepin     | Haas-Ferrari          | 1:11.875 | —        | —        | 18 |
| Tempo dos 107%: 1:14.717 |    |                    |                       |          |          |          |    |
| Fonte:                   |    |                    |                       |          |          |          |    |

Notas

### Corrida
| Pos.                                                                  | Nu. | Piloto             | Construtor            | Voltas | Tempo/Retirado      | Pit Stop | Pneus                                                            | Grid | Pontos |
| --------------------------------------------------------------------- | --- | ------------------ | --------------------- | ------ | ------------------- | -------- | ---------------------------------------------------------------- | ---- | ------ |
| 1                                                                     | 33  | Max Verstappen     | Red Bull Racing-Honda | 72     | 1:30:05.395         | 2        | Macio C3 Usado · Médio C2 Novo · Duro C1 Novo                    | 1    | 25     |
| 2                                                                     | 44  | Lewis Hamilton     | Mercedes              | 72     | +20.932             | 3        | Macio C3 Usado · Médio C2 Novo · Médio C2 Usado · Macio C3 Usado | 2    | 18+1   |
| 3                                                                     | 77  | Valtteri Bottas    | Mercedes              | 72     | +56.460             | 2        | Macio C3 Usado · Médio C2 Novo · Macio C3 Usado                  | 3    | 15     |
| 4                                                                     | 10  | Pierre Gasly       | AlphaTauri-Honda      | 71     | +1 volta            | 1        | Macio C3 Usado · Médio C2 Novo                                   | 4    | 12     |
| 5                                                                     | 16  | Charles Leclerc    | Ferrari               | 71     | +1 volta            | 1        | Macio C3 Usado · Duro C1 Novo                                    | 5    | 10     |
| 6                                                                     | 14  | Fernando Alonso    | Alpine-Renault        | 71     | +1 volta            | 1        | Macio C3 Usado · Médio C2 Novo                                   | 9    | 8      |
| 7                                                                     | 55  | Carlos Sainz Jr.   | Ferrari               | 71     | +1 volta            | 1        | Macio C3 Usado · Duro C1 Novo                                    | 6    | 6      |
| 8                                                                     | 11  | Sergio Pérez       | Red Bull Racing-Honda | 71     | +1 volta            | 2        | Duro C1 Novo · Médio C2 Novo · Macio C3 Novo                     | PL   | 4      |
| 9                                                                     | 31  | Esteban Ocon       | Alpine-Renault        | 71     | +1 volta            | 1        | Macio C3 Usado · Médio C2 Novo                                   | 8    | 2      |
| 10                                                                    | 4   | Lando Norris       | McLaren-Mercedes      | 71     | +1 volta            | 1        | Médio C2 Novo · Duro C1 Novo                                     | 13   | 1      |
| 11                                                                    | 3   | Daniel Ricciardo   | McLaren-Mercedes      | 71     | +1 volta            | 1        | Macio C3 Usado · Duro C1 Novo                                    | 10   |        |
| 12                                                                    | 18  | Lance Stroll       | Aston Martin-Mercedes | 70     | +2 voltas           | 1        | Macio C3 Novo · Duro C1 Novo                                     | 12   |        |
| 13                                                                    | 5   | Sebastian Vettel   | Aston Martin-Mercedes | 70     | +2 voltas           | 2        | Macio C3 Novo · Duro C1 Novo · Médio C2 Novo                     | 15   |        |
| 14                                                                    | 99  | Antonio Giovinazzi | Alfa Romeo-Ferrari    | 70     | +2 voltas           | 2        | Macio C3 Usado · Médio C2 Novo · Duro C1 Novo                    | 7    |        |
| 15                                                                    | 88  | Robert Kubica      | Alfa Romeo-Ferrari    | 70     | +2 voltas           | 1        | Médio C2 Novo · Duro C1 Novo                                     | 16   |        |
| 16                                                                    | 6   | Nicholas Latifi    | Williams-Mercedes     | 70     | +2 voltas           | 1        | Médio C2 Novo · Duro C1 Novo                                     | PL   |        |
| 17†                                                                   | 63  | George Russell     | Williams-Mercedes     | 69     | Caixa de câmbio     | 2        | Médio C2 Novo · Duro C1 Novo · Macio C3 Novo                     | 11   |        |
| 18                                                                    | 47  | Mick Schumacher    | Haas-Ferrari          | 69     | +3 voltas           | 2        | Macio C3 Novo · Duro C1 Novo · Médio C2 Novo                     | 17   |        |
| Ret                                                                   | 22  | Yuki Tsunoda       | AlphaTauri-Honda      | 48     | Unidade de potência | 1        | Macio C3 Novo · Médio C2 Novo                                    | 14   |        |
| Ret                                                                   | 9   | Nikita Mazepin     | Haas-Ferrari          | 41     | Hidráulico          | 1        | Médio C2 Novo · Duro C1 Novo                                     | 18   |        |
| Volta mais rápida: Lewis Hamilton (Mercedes) – 1:11.097 (na volta 72) |     |                    |                       |        |                     |          |                                                                  |      |        |
| Fonte:                                                                |     |                    |                       |        |                     |          |                                                                  |      |        |

## Voltas na liderança
| Nº de Voltas | Piloto          | Voltas      |
| ------------ | --------------- | ----------- |
| 64           | Max Verstappen  | 1–22; 31–72 |
| 8            | Valtteri Bottas | 23–30       |

## 2021DHLFastest Pit Stop Award

### Resultado
| 1      | 33 | Max Verstappen     | Red Bull Racing-Honda | 2.15 | 25 |
| 2      | 77 | Valtteri Bottas    | Mercedes              | 2.18 | 18 |
| 3      | 14 | Fernando Alonso    | Alpine-Renault        | 2.35 | 15 |
| 4      | 5  | Sebastian Vettel   | Aston Martin-Mercedes | 2.36 | 12 |
| 5      | 63 | George Russell     | Williams-Mercedes     | 2.44 | 10 |
| 6      | 99 | Antonio Giovinazzi | Alfa Romeo-Ferrari    | 2.49 | 8  |
| 7      | 11 | Sergio Pérez       | Red Bull Racing-Honda | 2.51 | 6  |
| 8      | 44 | Lewis Hamilton     | Mercedes              | 2.53 | 4  |
| 9      | 31 | Esteban Ocon       | Alpine-Renault        | 2.83 | 2  |
| 10     | 18 | Lance Stroll       | Aston Martin-Mercedes | 2.87 | 1  |
| Fonte: |    |                    |                       |      |    |

### Classificação
| Tabela do DHL Fastest Pit Stop Award \| Pos \| Construtor \| Pontos \| \| --- \| --------------------- \| ------ \| \| 1 \| Red Bull Racing-Honda \| 329 \| \| 2 \| Mercedes \| 162 \| \| 3 \| Williams-Mercedes \| 144 \| \| 4 \| Aston Martin-Mercedes \| 134 \| \| 5 \| Alfa Romeo-Ferrari \| 129 \| \| 6 \| Alpine-Renault \| 108 \| \| 7 \| Ferrari \| 90 \| \| 8 \| AlphaTauri-Honda \| 62 \| \| 9 \| McLaren-Mercedes \| 54 \| \| 10 \| Haas-Ferrari \| 0 \| |                       |        |
| Pos | Construtor            | Pontos |
| 1 | Red Bull Racing-Honda | 329    |
| 2 | Mercedes              | 162    |
| 3 | Williams-Mercedes     | 144    |
| 4 | Aston Martin-Mercedes | 134    |
| 5 | Alfa Romeo-Ferrari    | 129    |
| 6 | Alpine-Renault        | 108    |
| 7 | Ferrari               | 90     |
| 8 | AlphaTauri-Honda      | 62     |
| 9 | McLaren-Mercedes      | 54     |
| 10 | Haas-Ferrari          | 0      |

## Tabela do campeonato após a corrida
Somente as cinco primeiras posições estão incluídas nas tabelas.
| Pos | Piloto          | Pontos | Var |
| --- | --------------- | ------ | --- |
| 1   | Max Verstappen  | 224.5  | 1   |
| 2   | Lewis Hamilton  | 221.5  | 1   |
| 3   | Valtteri Bottas | 123    | 1   |
| 4   | Lando Norris    | 114    | 1   |
| 5   | Sergio Pérez    | 108    | 0   |

| Pos | Construtor            | Pontos | Var |
| --- | --------------------- | ------ | --- |
| 1   | Mercedes              | 344.5  | 0   |
| 2   | Red Bull Racing-Honda | 332.5  | 0   |
| 3   | Ferrari               | 181.5  | 1   |
| 4   | McLaren-Mercedes      | 170    | 1   |
| 5   | Alpine-Renault        | 90     | 0   |